# ميرسيتو جيستا
ميرسيتو جيستا مواليد 12 أكتوبر 1987 في الفلبين، هو ملاكم محترف يصنف ضمن فئة الوزن الخفيف.

## المسيرة الاحترافية
من نزالاته:
- انتصر على ريكاردو دومينغيز (12-11-2011).

## إحصائيات
خاض خلال مسيرته 32 نزالا، فاز في 29 وتعادل في 2 وخسر في 1. فاز بالضربة القاضية في 16 نزالا.

## روابط خارجية
- ميرسيتو جيستا على موقع بوكس ريك (الإنجليزية) (registration required)